# بوس ان‌داین
بوس ان‌داین (به هلندی: Bosch en Duin) یک منطقهٔ مسکونی در هلند است که در زایست واقع شده‌است. بوس ان‌داین ۲٫۵۴۰ نفر جمعیت دارد.